# Platystigma linearis
Platystigma linearis är en vallmoväxtart som beskrevs av George Bentham. Platystigma linearis ingår i släktet Platystigma och familjen vallmoväxter. Inga underarter finns listade i Catalogue of Life.